# Luigi Gabaleone di Salmour d'Andezeno
Luigi Amedeo Gabaleone di Salmour d'Andezeno (Torino, 1765 – 1831) è stato un generale italiano, ufficiale veterano delle guerre napoleoniche, insignito da re Vittorio Emanuele I della Croce di Commendatore dell'Ordine militare di Savoia e della Gran croce dell'Ordine dei Santi Maurizio e Lazzaro.

## Biografia
Nacque a Torino nel 1765, figlio di Casimiro Giuseppe conte di Andezeno. Iniziò la sua carriera militare arruolandosi giovanissimo nell'Armata Sarda. Combatté nel corso della prima coalizione contro la Francia rivoluzionaria. IL 27 settembre 1792, primo scudiere e gentiluomo di camera del Duca di Monferrato e capitano nel Reggimento provinciale di Pinerolo, venne nominato capitano dei granatieri.
Nel 1793 servì nel Reggimento Granatieri composto dal IV e V Battaglione; ed ai primi di maggio del 1794 venne impegnato con i reparti di retroguardia a protezione della ritirata dell'esercito dopo l'abbandono del Colle di Tenda. Accerchiato dal nemico, riuscì a rompe lo schieramento avversario ed a rientrare nelle linee piemontesi. Il 23 dicembre 1794 era maggiore nel reggimento granatieri, assegnato allo Stato Maggiore dell'Armata, e il 4 marzo 1796, maggiore di fanteria applicato allo Stato Maggiore Generale dell'Armata Sarda, gli era stato affidato provvisoriamente il comando del I Battaglione Cacciatori. Promosso tenente colonnello nel Reggimento provinciale di Mondovì, il 7 febbraio 1800 fu inviato straordinario del sovrano Carlo Emanuele IV di Savoia. Partito da Firenze nel dicembre 1799 raggiunse a Teschen il generale Aleksandr Vasil'evič Suvorov che sta andando a Pietroburgo. Nel giugno 1800 si trovava distaccato presso la Corte Imperiale russa a Pietroburgo.
Dopo la restaurazione, l'11 luglio 1814 venne nominato colonnello comandante del Reggimento di Monferrato, e il 12 gennaio 1815 venne promosso maggior generale. Dopo il rientro in Francia di Napoleone Bonaparte e l'inizio dei cento giorni, il Regno di Sardegna aderì alla settima coalizione antifrancese. Il 13 giugno 1815, comandante del contingente sardo che occupò la parte della Savoia restituita dai Francesi a fronte dell’offensiva lanciata dei generali Louis Gabriel Suchet e Joseph Marie Dessaix ripiegò sul Piccolo San Bernardo e sul Moncenisio, ed appena ricevuti rinforzi attaccò i francesi che sconfisse il 28 giugno nel combattimento dell'Hôpital, dopo il quale comandò una delle colonne che al comando del generale Vittorio Amedeo Sallier della Torre conquistarono Grenoble. Insignito della Gran croce dell'Ordine dei Santi Maurizio e Lazzaro, il 24 novembre 1815 venne nominato comandante delle truppe di stanza nel Ducato di Savoia, e il 20 maggio 1817 fu nominato comandante militare in Savoia. Il 3 agosto 1820 fu promosso tenente generale, e il 16 marzo 1821 divenne governatore generale e comandante la Divisione militare della Savoia. Insignito della Croce di Commendatore dell'Ordine militare di Savoia, il 20 agosto 1830 venne nominato Grande della Corona da re Carlo Felice. Si spense nel 1831.

### Fonti
1. 1 2 3 4 5  Ilari, Shamà 2008, p. 116.
2. 1 2 3 4 5 6 7 8  Lo Faso di Serradifalco 2016, p. 203.
3. 1 2 3  Lo Faso di Serradifalco 2016, p. 204.
4. ↑   Memorie della Reale Accademia delle scienze di Torino, 1824,  p. 268. URL consultato il 12 marzo 2021.
5. ↑   Elenco militare. Anno 1818, 1818,  p. 11. URL consultato il 12 marzo 2021.
6. ↑  Cibrario 1866, p. 128.
7. ↑   Calendario di Corte .., 1819,  p. 71. URL consultato il 12 marzo 2021.